# 미트 더 프레스
《미트 더 프레스》(영어: Meet the Press)는 1947년 11월 6일부터 현재까지 NBC에서 방영중인 일요 시사 대담 프로그램으로, 미국에서 제일 오랫동안 방송되고 있는 프로그램이다.
첫 진행자는 마사 라운트리로 1953년까지 진행하였으며, 현재 진행자는 척 토드이다.
이 프로그램은 MSNBC와 CNBC를 통해서도 방송되며, 호주에서는 세븐 네트워크에서 방송된다.
동시간대에 방송되는 ABC의 디스 위크와 CBS의 페이스 더 네이션 등과 경쟁하고 있다.